# Carlo Adamoli
Carlo Adamoli (Bellano, 7 novembre 1894 – Castano Primo, 31 agosto 1942) è stato un aviatore, inventore e imprenditore italiano.
Nacque a Bellano il 7 novembre 1894 da Francesco, ingegnere comunale. Pioniere dell'aeronautica, frequentò giovanissimo il corso per pilota nel battaglione aviatori dell'esercito (1914). 
Al 1º gennaio 1916 il Caporale Adamoli vola nella 10ª Squadriglia da ricognizione e combattimento che al 15 aprile 1916 diventa 27ª Squadriglia nella quale riveste il grado di Sergente.
Decorato con medaglia d'argento nel corso della prima guerra mondiale, compì numerose ricognizioni sul terreno nemico, cadendo prigioniero quando viene abbattuto il 22 agosto 1916 con il comandante interinale Cap. Filippo Mattioli, ma riuscendo a fuggire dal campo di concentramento di Birnbaum rientrando il 2 settembre. La sua fuga ispirò due puntate di Luigi Barzini, intitolate Odissea, che furono pubblicate sul Corriere della Sera.

## L'attività nell'industria
Nel corso del conflitto fu anche collaudatore nell'industria aeronautica torinese Pomilio, studiando la messa a punta del pattino di coda. Successivamente studiò un nuovo tipo di propulsore con l'ingegnere Hoche della Marelli, ed infine progettò e costruì nelle officine Farina (in seguito chiamate Pinin Farina), con l'ingegnere Enea Cattani, il prototipo di un innovativo tipo di caccia biplano con ala ad incidenza variabile, terminato nel 1919 presso le Officine Moncenisio. Tale modello fu noto con il nome Adamoli Cattani.

## Gli studi sul berillio
Nel 1927 fondò con il conte Piero Ferretti l'Aerocentro da Turismo di Milano dell'Aero Club, di cui fu segretario fino al 1929, e successivamente si recò negli Stati Uniti per diffondere l'uso dell'elica metallica Rietti. Si dedicò poi alle esperienze sul berillio, finalizzate alla fabbricazione di leghe leggere di berillio-alluminio-magnesio, più leggere dell'alluminio e più resistenti dell'acciaio, conducendo gli esperimenti in un laboratorio di Milano. Tali studi, condotti dapprima con il professor Gino Panebianco e poi anche con il professor Luigi Losana del politecnico di Torino, sfociarono in brevetti industriali denominati procedimenti Adamoli.

## Le imprese aviatorie
Tra il 1934 e il 1935 intraprese con un Caproni-Ca111 il volo Roma – Tananarive - Città del Capo, percorrendo in sei mesi circa 40000 km alla ricerca di giacimenti minerari, e fu accolto ufficialmente in Madagascar dal governatore di quel paese. Qui, dopo aver conosciuto i trasvolatori atlantici Assolant e Lefèbre, pensò di compiere un volo dalle coste del Madagascar fino a Salisbury senza scalo, che era da loro ritenuto irrealizzabile, ma che egli portò a termine con successo.

## L'attività metallurgico-industriale

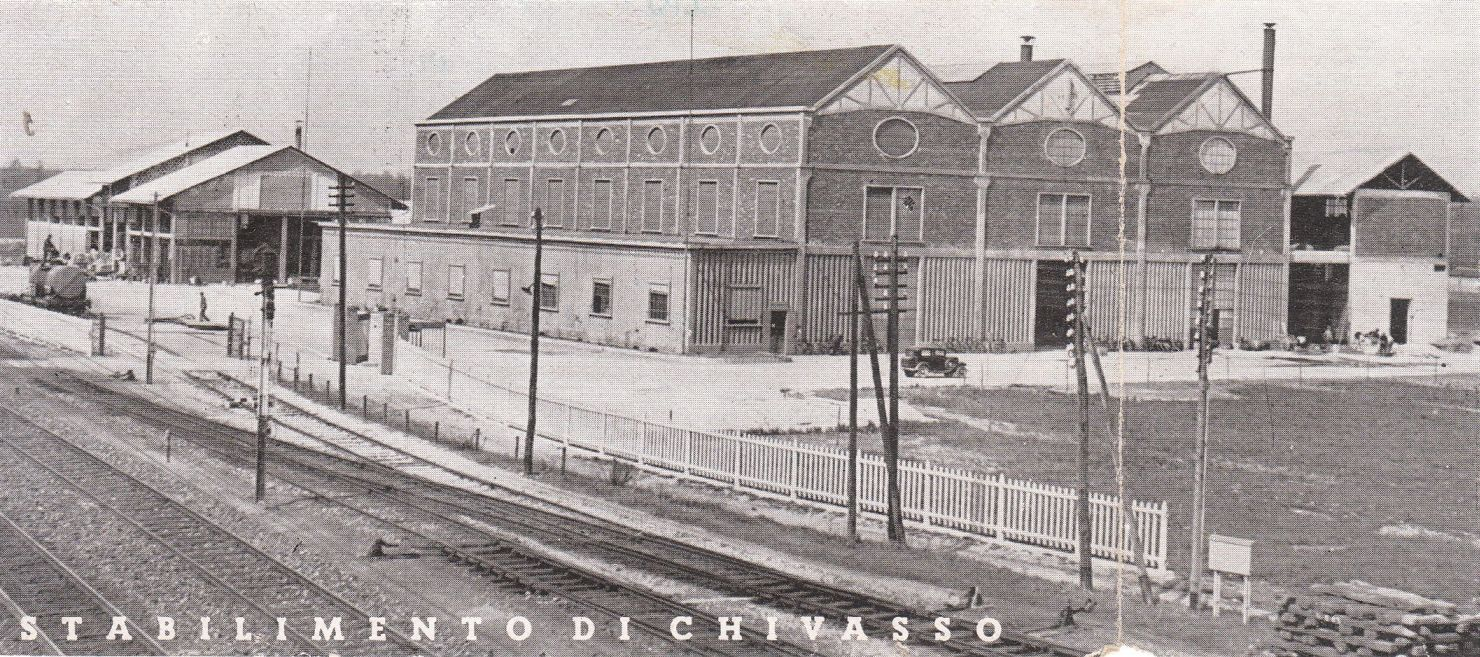
Lo stabilimento aeronautico di Chivasso

Al suo ritorno in Italia fu promosso capitano per merito aeronautico e riprese gli studi di laboratorio sul berillio e sul magnesio, progettando e realizzando a Chivasso uno stabilimento industriale con criteri innovativi, nell'ambito della SAPPI (Società Anonima Processi Privative Industrialii, che ebbe la medaglia del Consiglio Nazionale delle Ricerche alla mostra delle invenzioni 'Leonardo da Vinci' di Milano) e la cui direzione fu affidata al chimico e deputato socialista professor Gino Panebianco. Con l'entrata dell'Italia nella seconda guerra mondiale questa attività industriale venne requisita e fu affidata alla Regia Aeronautica; ciò avvenne a causa dell'importanza strategico-militare che rivestiva il berillio, sia nella berilliatura degli acciai, sia nella produzione come elemento chimico, per le sue implicazioni nella nascente tecnologia atomica, essendo resistente alle alte pressioni. In seguito alla requisizione degli stabilimenti la direzione fu assunta dal generale Mario Infante, il quale impedì subito ad Adamoli, Losana e Panebianco l'accesso agli stabilimenti; di conseguenza la produzione rimase paralizzata.

## La morte
Anche i giapponesi avevano mostrato grande interesse per l'importanza strategico-militare degli studi sul berillio, ed intendevano avvalersi della collaborazione di Carlo Adamoli, il quale però cadde con l'aereo, essendo egli stato insolitamente richiamato in servizio a quasi cinquant'anni di età, e destinato come ufficiale pilota sugli stukas, pericolosissimi modelli ad elevata velocità (detti anche “tuffatori” o “picchiatelli”) che si prestavano alle picchiate. Tale circostanza, insieme alla morte, costituisce un elemento di mistero, a causa degli importanti segreti militari di cui Carlo Adamoli era depositario. Egli cadde a Castano Primo il 31 agosto 1942, ricevendo gli onori militari. Il governo italiano gli tributò solenni funerali di stato.

## L'archivio
Alla sua morte la vedova Teresa Garavini, sfollata a Bellano (Lago di Como), venne posta sotto sorveglianza dal generale Carlo Favagrossa del Fabbriguerra, nel timore che gli importanti documenti tecnici di Carlo Adamoli potessero finire nelle mani dei tedeschi. Il suo archivio infatti era stato smembrato: parte di esso fu trasferito d'ufficio a Torino, mentre il resto fu sistemato in alcuni magazzini a Bellano ed a Musso. Qui la guardia repubblichina tentò inutilmente di entrare in possesso di alcuni di questi documenti che furono abilmente celati dalla vedova. Il cospicuo archivio di Carlo Adamoli, oggi conservato dal conte Carlo Piola Caselli che lo ha ricevuto dalla nonna materna Teresa Garavini, comprende circa 30 000 documenti e si compone di varie sezioni: grande guerra, aereo Adamoli Cattani, progettazione automobilistica con l'ingegner Molino, studi ed esperienze, repertorio brevetti, finanziamenti, giacimenti minerari in varie parti del mondo, cartografia, industria europea, progetti vari e dello stabilimento di Chivasso, soggiorni e corrispondenza all'estero, relazioni con le autorità militari dell'esercito, della marina e dell'aviazione, oltre che civili e politiche.

## Libri di volo
- Journey log book, dal 1931 al 1934 (con autografi di Arturo Ferrarin e di Carlo Adamoli)
- Journey log book, dal 1934 al 1938
- Giornale di rotta, I Biga, dal 1938 al 1942
- Giornale di rotta, Ca 111, dal 1934 al 1935
- Libretto di volo.

## Brevetti di Adamoli e collaboratori ottenuti in Italia
- 292438 Gino Panebianco e Carlo Adamoli, 5/9/30, 19/1/32. Nuovo metodo di estrazione diretta dell'ossido di berillio dai minerali che ne contengono.
- 317369 Carlo Adamoli e Gino Panebianco, 31/1/33, 4/5/34, completivo del precedente.
- 302317 Carlo Adamoli, Gino Panebianco e Szyja Opatowski, 16/10/31, 24/10/32. Procedimento di disgregazione dei minerali silicei e alluminosi contenenti berillio.
- 320125 idem, 26/3/32, 7/8/34, completivo del precedente.
- 302394 idem, 16/10/31, 26/10/32. Procedimento per ricavare in una sola operazione direttamente per distillazione sali puri di berillio dai minerali berilliferi.
- 306380 idem, 22/4/32, 14/3/33, Processo per ottenere in una sola operazione un fluoruro di berillio dai minerali berilliferi.
- 316813 idem, 20/12/32, 16/4/34, completivo del precedente.
- 315541 idem, 27/7/33, 28/2/34. Procedimento per preparare ossido di berillio puro da fluoruri di berillio.
- 327818 idem, 15/9/33, 19/7/35. Procedimento per ciclo continuo d'estrazione del berillio da minerali berilliferi.
- 342591 SAPPI, 6/6/36, 10/8/36. Procedimento per ottenere direttamente leghe di berillio di titolo superiore al 25% di berillio, con qualsiasi metallo legabile, nonché berillio puro.
- 349185 idem, 19/12/36, 9/6/37, completivo del precedente.
- 343035 idem, 15/6/36, 8/9/36. Procedimento di fluorurazione di sostanze ossidrillate organiche.
- 343432 idem, 15/7/36, 29/9/36. Procedimento di fabbricazione di fluoruro di berillio privo di ossido particolarmente adatto alla preparazione di metallo-berillio.
- 343898 idem, 20/7/36, 17/10/36. Procedimento per ottenere sali di berillio da minerali berilliferi.
- 345617 idem, 15/10/36, 11/1/37, Nuovo procedimento di preparazione industriale di fluoruro acido di sodio.
- 345908 idem, 26/10/36, 20/1/37, Nuovo procedimento di fabbricazione di fluoruro di berillio e fluoruri in generale.
- 354822 idem, 24/4/37, 10/12/37, completivo al precedente.
- 348085 idem, 19/12/36, 11/5/37, Procedimento di fabbricazione di leghe leggere di berillio e berillio puro.
- 351374 idem, 29/4/37, 10/8/37, completivo al precedente.
- 349961 idem, 12/2/37, 2/7/37, Procedimento di produzione di ossido di berillio in ciclo con recupero dei reattivi.
- 350412 idem, 17/4/37, 12/7/37, Procedimento industriale di fabbricazione del fluoruro anidro di berillio privo di ossido.
- 355890 idem, 18/9/37, 19/1/38, completivo al precedente.
- 350669 idem, 29/4/37, 20/7/37, Procedimento per ottenere berillio o leghe di berillio.
- 353882 idem, 30/6/37, 3/11/37, Leghe di berillio.
- 357876 idem, 29/12/37, 29/3/38, completivo al precedente.
- 355502 idem, 10/9/37, 8/1/38, Procedimento per la produzione di acido fluoridrico da fluoruro di silicio.
- 357237 idem, 11/9/37, 8/3/38, Nuovo procedimento continuo per la fabbricazione di magnesio metallico purissimo partendo direttamente da minerali di magnesio.
- 364968 idem, 17/8/38, 18/11/38, completivo al precedente.
- 357178 idem, 24/11/37, 5/3/38, Procedimento estrattivo di basi di elementi rari da minerali o rocce.
- 358089 idem, 10/1/38, 6/4/38, Nuovo procedimento industriale di fabbricazione del fluoruro di berillio anidro, privo di ossido, in ciclo continuo.
- 361777 idem, 4/5/38, 3/8/38, Procedimento per formare leghe in apporto e aventi proprietà speciali.
- 375730 idem, 5/6/39, 23/10/39, Leghe a base di zinco non deformantisi.
- 376992 idem, 8/9/39, 8/9/39, 4/12/39, Procedimento per la disossidazione spinta di prodotti ferrosi e loro leghe mediante affinazione con berillio.
- 373239 idem, 8/9/39, 14/12/39, Procedimento di affinazione e disossidazione a mezzo di aggiunte di berillio dei metalli alluminio e magnesio e loro leghe conseguendo proprietà fisiche notevoli.
- D.8610/39 idem, Procedimento per migliorare leghe Al-Be.
- 8611/39 idem, Procedimento per migliorare leghe di Al e specialmente leghe tipo duralluminio contenenti berillio.
- 377415 idem, 25/1/41,10/7/41, Leghe di zinco e ottoni, con berillio, bonificabili.
- 388374 idem, 7/2/41, 17/9/41, Procedimento di preparazione di BeC12 e di A1C13 anidri a partire da minerale tipo berillo.
- 2851/41 idem, Leghe complesse particolarmente adatte per la lavorazione plastica.
- 7870/41 idem, Ottoni al berillio.
- 316764 completivo al 306380.

## Altri studi e brevetti
- Carlo Adamoli, Enea Cattani: Aereo Adamoli-Cattani, con caratteristica dell'ala ad incidenza variabile, anno 1918/19.

4 Libri neri delle prove ed esperienze di Adamoli, Losana e Panebianco nello stabilimento di Chivasso, dattiloscritti inediti.
- Carlo Adamoli, Privativa N. 314430 d. 14/6/32 c. 26/1/34, Regolatore di velocità progressive.
- Carlo Adamoli, Privativa N. 305748 d. 17/3/32 c. 16/2/33, Regolatore di velocità progressive.
- Carlo Adamoli, Privativa N. 300233 d.  2/6/34 c. 4/10/35, Dispositivo di trasmissione a velocità regolabile e ad inversione di moto.
- Carlo Adamoli, Privativa 400093 d. 30/3/42 c. 23/11/42, Processo per la fabbricazione di oggetti metallici induriti superficialmente.
- Carlo Adamoli, Process of producing beryllium hydroxide or beryllium oxide from beryllium containing ores, 1941.
- F. Millesovich e A. Scherillo, Il Berllio, mineralogia e giacimenti con speciale riguardo a quelli italiani, La Ricerca Scientifica, anno V, vol. II, n.9/10 (1934)

### Articoli
- Luigi Barzini, Corriere della Sera n.257 del 15 settembre 1916 e n.258 del 16 settembre 1916: Una Odissea. L'avventurosa fuga di un nostro aviatore dal campo nemico.
- Otello Cavara, L'Illustrazione Italiana del 13 novembre 1927: L'inaugurazione dell'Aerocentro di Milano.
- La Tribuna Illustrata, 5 ottobre 1930: Drammatiche fughe di Aviatori.
- Spartaco Trevisan, La Gazzetta dello Sport, 1-2 settembre 1934: Uno che l'Aviazione l'ha capita davvero.
- Luigi Losana, rivista Alluminio 2-3 1939: Studio sul Berillio.
- Luigi Losana & N. Agliardi, Studio sulle leghe del Berillio.
- B. Saladini di Rovetino, Stampa Sera, 8 maggio 1940: Il Berillio, Peso Piuma del Metalli.
- Science New Letter, September 6, 1941 - Italian Process Makes Pure Magnesium from Common Ores.  (Riferimento U.S. Patent 2,251,968 - Carlo Adamoli - Perosa Corporation of Wilmington, Del.)
- Luigi Losana & Carlo Goris, La Metallurgia Italiana, Febbraio 1943: Studio sul Berillio - Indurimento superficiale per diffusione del Berillio (Berilliatura).
- Carlo Adamoli, Le Vie dell'Aria, 21 aprile 1935: L'avventuroso volo della Missione Adamoli dall'Italia al Madagascar nel racconto del suo protagonista.
- EAS, Il Messaggero del 25 aprile 1935: Periplo africano d'un aviatore geologo.
- EAS, Il Secolo XIX del 4 maggio 1935: Per le vie dell'Aria alla ricerca del Berillio, Periplo Africano d'un aviatore geologo.
- Franco Sabatelli, Auto Moto Avio 30 maggio 1935: In Aeroplano alla ricerca del Berillio. Un volo di 40.000 km. sul Continente africano.
- Federigo Valli, La Stirpe, Agosto 1935: L'Aviazione al Servizio della Geologia. 40.000 km. di volo in terre aspre e selvagge per la ricerca di un prezioso minerale.
- Il Popolo d'Italia, 1º dicembre 1934: La spedizione aero-scientifica in Africa alla ricerca di giacimenti di Berillio.
- Il Popolo d'Italia, 23 febbraio 1935.
- Il Popolo d'Italia, 6 giugno 1935; 40.000 km. di volo africano di due industriali-aviatori milanesi alla ricerca di un nuovo minerale.
- L'Auto, 1º dicembre 1934: Sulla spedizione aerea italiana in Africa.
- La Sera, 23 febbraio 1935: Lungo volo in Rhodesia del Pilota Adamoli.
- Bollettino d'Informazione - Aero Club Milano, I Nostri lutti, Agosto-Settembre 1942.
- Corriere della Sera, 2 settembre 1942, necrologio.
- Corriere della Sera, 3 settembre 1942, necrologio.
- Corriere della Sera, 29 settembre 1942, necrologio.
- Il Resegone, 18-19 settembre 1942, necrologio.
- Il Prealpino (Lecco), 30 settembre 1916: I nostri eroi.
- Il Secolo, 14 settembre 1916: Un'evasione romanzesca.
- A. Rebba, La Provincia di Como, 1º marzo 1919: Gentile omaggio ad un eroe.
- Il Messaggero, 14 settembre 1916: La romanzesca evasione di un aviatore italiano da un campo di concentrazione austriaco.
- La domenica del Corriere, l/8 ottobre 1916: L'eroe di un'odissea.
- La Provincia di Como, 11 febbraio 1917: Medaglia d'argento.
- La Provincia di Como, 13 luglio 1917: Fra combattenti milanesi (La morte di Mattioli).
- The Rhodesia Herald, 23 febbraio 1935: Madagascar to Salisbury, Italian Airmans Flights – 1200 Miles non stop in ten hours.
- Le Vie dell'Aria, 2 dicembre 1934: Due Ingegneri Italiani si recano in Africa in volo alla ricerca di giacimenti di Berillio.
- Le Vie dell'Aria, 3 marzo 1935: Le interessanti vicende del volo africano del pilota Carlo Adamoli.
- Corriere della Sera, 23 febbraio 1935: Il volo dal Madagascar alla Rhodesia dell'aviatore italiano Adamoli.
- L'Italia, 8 marzo 1935: Come l'Ing. Adamoli compì il primo volo senza scalo Madagascar-Rhodesia.
- Le Vie dell'Aria, 10 marzo 1935: Un raid aviatorio a scopo industriale nel Centro e Sud-Africa.
- Aero Club – Bollettino d'Informazioni: Il ritorno a Milano di Adamoli dopo aver compiuto un brillantissimo raid nel Sud-Africa.
- Tanganika Standard, Dar-es-Salaam, 25 febbraio 1935: A new non-stop flight.
- Arnaldo Cipolla, Gazzetta del Popolo, 21 novembre 1934: Dopo la visita a Berbera il Sovrano è ripartito per Suez.
- Salvatore Aponte, Corriere della Sera, 22 novembre 1934: Una sosta del sovrano a Berbera.